# Saison 29 des Mystères de l'amour
Chronologie
Saison 28 Saison 30
Cet article présente la vingt-neuvième saison de la série télévisée française Les Mystères de l'amour, diffusée à partir du 30 avril 2022.												

## Distribution

### Acteurs principaux (dans l’ordre d’apparition au générique)
Épisodes 01-06:												
- Hélène Rollès : Hélène Vernier
- Patrick Puydebat : Nicolas Vernier
- Elsa Esnoult : Fanny Greyson Roquier
- Sébastien Roch : Christian Roquier
- Philippe Vasseur : José Da Silva
- Laly Meignan : Laly Polleï
- Macha Polikarpova : Olga Poliarva
- Tom Schacht : Jimmy Werner
- Cathy Andrieu : Cathy Da Silva
- Laure Guibert : Bénédicte Breton
- Isabelle Bouysse : Jeanne Garnier
- Carole Dechantre : Émilie « Ingrid » Soustal
- Lakshan Abenayake : Rudy Ayake
- David Proux : Étienne

Épisodes 07-18:												
- Hélène Rollès : Hélène Vernier												 (épisodes 1 à 26)
- Patrick Puydebat : Nicolas Vernier												 (épisodes 1 à 26)
- Elsa Esnoult : Fanny Greyson Roquier (épisodes 1 à 26)
- Sébastien Roch : Christian Roquier												 (épisodes 1 à 26)
- Cathy Andrieu : Cathy Da Silva												 (épisodes 3, 5, 7 à 12, 14, 15, 19 à 23, 25 et 26)
- Philippe Vasseur : José Da Silva												 (épisodes 1 à 26)
- Laure Guibert : Bénédicte Breton												 (épisodes 1 à 26)
- Tom Schacht : Jimmy Werner												 (épisodes 1 à 14, 16, 18 à 24 et 26)
- Isabelle Bouysse : Jeanne Garnier												 (épisodes 1 à 26)
- Laly Meignan : Laly Polleï												 (épisodes 1 à 26)
- Carole Dechantre : Émilie « Ingrid » Soustal												 (épisodes 1 à 26)
- Macha Polikarpova : Olga Poliarva												 (épisodes 1 à 16, 18 à 24 et 26)
- Lakshan Abenayake : Rudy Ayake												 (épisodes 1, 2, 4 et 23 à 26)
- David Proux : Étienne												 (épisodes 2 à 4, 6, 9 à 13, 16, 17, 20, 21 et 24)
- Angèle Vivier : Aurélie Breton (épisodes 2 à 4, 6 à 17 et 20 à 26)
- Marjorie Bourgeois : Stéphanie Dorville (épisodes 1 à 9, 11, 12, 14 à 18 et 20 à 26)
- Benjamin Cotte : Nicky Vernier (épisodes 1 à 7, 13, 17 et 18)
- Jean-Luc Voyeux : Claude Guéant (épisodes 1 à 4, 6 à 18 et 20 à 26)
- Benoît Dubois : Victor Sanchez (épisodes 1 à 4, 6 à 17, 19 à 21 et 23 à 26)
- Frank Delay : Pierre Roussell (épisodes 12, 13, 19 à 21 et 24)
- Manon Schraen : Léa Werner (épisodes 1 à 3, 5 à 7, 9, 17 et 24)
- Blanche Alcy : Lou Blanchet Vernier (épisodes 1 à 7, 13, 17 et 18)
- Moise Crespy : Dr. Bob Blake (épisodes 1, 4, 9, 10, 13, 14, 23, 24 et 26)
- Guillaume Gronnier-Henouil : Stephane/Guillaume Carrat (épisodes 2 à 8, 13 à 15 et 25)
- Hélène Renard : Alex Pottier (épisodes 3 à 8, 13 à 15 et 25)
- Charlène François : Sophie Grangier (Créditée au générique mais elle n'apparaît dans aucun épisode)
- Jean-Baptiste Sagory : Sylvain Pottier (épisodes 1, 3, 5, 18 et 20 à 23)
- Mathilda Delecroix Denquin : Élise Bollet (épisodes 1 à 3 et 23 à 26)

Épisodes 19-26:												
- Hélène Rollès : Hélène Vernier
- Patrick Puydebat : Nicolas Vernier
- Elsa Esnoult : Fanny Greyson Roquier
- Sébastien Roch : Christian Roquier
- Laly Meignan : Laly Polleï
- Philippe Vasseur : José Da Silva
- Laure Guibert : Bénédicte Breton
- Tom Schacht : Jimmy Werner
- Isabelle Bouysse : Jeanne Garnier
- Cathy Andrieu : Cathy Da Silva
- Carole Dechantre : Émilie « Ingrid » Soustal
- Macha Polikarpova : Olga Poliarva
- Lakshan Abenayake : Rudy Ayake
- David Proux : Étienne

### Acteurs récurrents
- Marion Huguenin : Chloé Girard												 (épisodes 1 à 8, 10 à 18 et 20 à 26)
- Romain Emon : Dr. Fabrice Dumont (épisodes 1 à 7, 11, 13 à 18 et 20 à 24)
- Sandrine Sengier : Tania Milot/Milau (épisodes 1, 2, 7 à 19, 21, 22, 25 et 26)
- Julie Chevallier : Beatrice Goutolescou (épisodes 2, 3, 5, 7 à 12, 14, 15, 19 à 23, 25 et 26)
- Paco Pérez : Le capitiane, Olivier Joubert (épisodes 1, 2, 8, 11, 12, 15 à 17, 21, 22 et 25)
- Virginie Théron : Gabriela Matei/Polei (épisodes 1, 2, 4, 5, 8 à 10, 18, 20 et 21)
- Rochelle Redfield : Johanna McCormick												 (épisodes 20 et 22 à 26)
- Audrey Moore : Audrey McAllister												 (épisodes 1, 2 et 18)
- Sévy Villette : Ange Dubois/Blanchet #2 (épisodes 1, 2 et 17)
- Aden Caillault : Addy (épisodes 1 et 2)
- Richard Pigois : John Greyson (épisode 2)
- Olivier Valverde : Alban (épisodes 2 à 6, 8 à 15 et 19 à 26)
- Raphaël Mondon : Pietro (épisodes 1, 3, 4, 6 à 11, 14 à 17, 20 et 26)
- Loïc Bilong : Erwan Watson #3 (épisodes 1 à 4, 6, 7, 9, 17 et 24)
- Benjamin Clery : Gregoire (épisodes 9 à 11, 16, 19 à 21 et 23)
- Bradley Cole : Brad Holloway (épisodes 1, 2 et 21 à 26)
- Claire Thomas : Meganne (épisodes 2, 7, 9, 13, 14, 20, 21 et 24)
- Franck Narbo : Michel
- Mélodie Dubois : Mélodie
- Annabel Hourcade : Annabel
- Etienne Tilmant : Le poursuivant de Fanny, Secte Nashville
- Grégory Dupont : Le poursuivant de Fanny, Secte Nashville
- Noémi Di Fusco : Amélie-Melly (petite amie d'Erwan)
- Preston Sullivan : Lui-même (uncredited)
- Charlotte Nivet : Amazone
- Vincent Latorre : Vincent
- Cyril Gourbet : Le policier
- Ilona Ferreira : Ilona
- Jérémy Wulc : Jérémy Sibert
- Benjamin Vuibert : Sancho
- Eloïse Le Baud : Amazone
- Jacky Jakubowicz : Lui-même
- Mourad Zemani : Agresseur Fanny
- Alexandra Sallé : Astrid
- Alice Abraham : Amazone
- Grégoire Ferte : Le policier
- Jonathan Louis : Homme de main de Dominique
- Karim Hocini : Un (faux) policier
- Kevin Miranda : Dominique
- Louise Froideval : Amazone
- Qingwei Kong : Da-Shen
- Valentine Lescure : Amazone
- Bastien Sanchez : Mr Juliot
- Benoît Gourley : Fleuriste
- Charlotte Ysnel : Infirmiere
- Clément Gaucher : Le policier
- Mathilda Ripley : Mathilde, l’infirmière
- Rafaël Rodriguez : Nils Vernier, fils d'Hélène et Nicolas
- Supayass Play'Re : Yacine
- Anaïs Popeline : Infirmiere
- Arnaud Debesse : Malade à l'hôpital
- Benjamin Vincent : Le policier
- Benoit Facerias : Homme De Main
- Chafik Benlebna : Docteur de Jimmy
- Élodie Tabbo : Standardiste Hopital
- Emmanuel Vey : Pompier
- Fabien Rousseau : Homme De Main
- Frédéric François : Lui-même
- Guillaume Taillefert : Colombien
- Henry-David Cohen : Secrétaire de studio de télévision
- Jérôme Wirtz : Colombien
- Julien Simon : Le policier
- Juliette Coudant : Amazone
- Pascal Crescente : Pompier
- Pascal Deschamps : L'aiguiseur des couteaux
- Philippe Richardin : Livreur
- Pierre-Yves Vaillére : Le policier
- Thibault Rostan : Infirmièr

## Production
L'ensemble des épisodes de la saison sont produits par le groupe audiovisuel français JLA, fondé et présidé par Jean-Luc Azoulay.												

## Épisodes
1. Tendre anniversaire
2. Doux aveux et désaveux
3. Double Je
4. Dramatique explication
5. Nouveaux dangers
6. En duo
7. De l'une aux autres
8. Triple jeu
9. Sauvetage imprévu
10. Etoiles et astéroïde
11. Enlèvement retard
12. Mariage en danger
13. Comme un bouquet de fleurs
14. Terreur à tous les otages
15. Amazones dangereuses
16. Enlèvements et libération
17. Dans tous les sens
18. Mariage?
19. Rentrée mouvementée
20. Sous surveillance
21. Quatruple jeu
22. Danger à Nashville
23. L'homme à tout faire
24. Troublante vision
25. Fin du jeu
26. Explosif

## Évolution des audiences

### Globale
| Minimum | 260 000 | Maximum | 491 000 | Moyenne | 391 577 |

### Par jour de diffusion
| Samedi   | Minimum | 260 000 | Maximum | 389 000 | Moyenne | 332 091 |
| Dimanche | Minimum | 382 000 | Maximum | 491 000 | Moyenne | 435 200 |